# Pusztabikács
Pusztabikács (Bicăcel), település Romániában, a Partiumban, Bihar megyében.

## Fekvése
A Király-erdő alatt, Magyarcsékétől nyugatra, Félixfürdőtől délkeletre, Hosszúliget, Nagykáránd és Forrószeg közt fekvő település.

## Története
Pusztabikács, Bikács nevét 1406-ban, majd 1477-ben és 1495-ben említette oklevél Bikach néven, mely ma puszta Káránd mellett, Belényes és Nagyvárad közt található.
1508-ban Hozzwbykach, 1808-ban Bikács, 1888-ban Puszta-Bikács, 1913-ban Pusztabikács néven írták.
1851-ben Fényes Elek írta a településről:
... puszta, 300 óhitű lakossal, 552 hold határral, Ezt a lakosok haszonbérlik a
váradi deák püspöktől. Kőbányája van.
Pusztabikács még a 20. század elején a váradi püspökség birtoka volt.
1910-ben 316 lakosából 3 magyar, 313 román volt. Ebből 313 görögkeleti ortodox volt.
A trianoni békeszerződés előtt Bihar vármegye Magyarcsékei járásához tartozott.

## Nevezetességek
- Görög keleti ortodox temploma  – a 18. század közepén épült.